# Alstroemeria firmulifolia
Alstroemeria firmulifolia är en alströmeriaväxtart som beskrevs av Pierfelice Ravenna. Alstroemeria firmulifolia ingår i släktet alströmerior, och familjen alströmeriaväxter. Inga underarter finns listade i Catalogue of Life.